# Mariana Sadovska
Mariana Sadovska (Oekraïens: Садовська Мар'яна) (Lviv, 23 april 1972) is een Oekraïens zangeres, componist en actrice. Zij is de dochter van de Oekraïense zanger Viktor Morozov.
Sadovska verhuisde naar Keulen, maar reist sinds de jaren 1990 regelmatig naar dorpen in Oekraïne om oude rituele liederen te leren, die ze in haar eigen composities verwerkt.

## Prijzen
- Creole NRW, 2006[5]
- RUTH German World Music Award, 2013[6]